# Condado de Palma del Río
El condado de Palma del Río es un título nobiliario español concedido por la reina Juana I de Castilla y el rey Fernando el Católico en 22 de noviembre de 1507 a Luis Fernández Portocarrero y Bocanegra, IX señor de Palma del Río. Su nombre se refiere al municipio andaluz de Palma del Río, en la provincia de Córdoba. 
Carlos II le concedió la Grandeza de España en 1697 a Luis Antonio Fernández Portocarrero y Moscoso, V Conde de Palma del Río, IV marqués de Almenara y VII marqués de Montesclaros, VIII marqués de Castil de Bayuela.

## Titulares del condado de Palma del Río
- Luis Antonio Fernández Portocarrero Bocanegra (m. 21 de julio de 1528), VIII señor y I conde de Palma del Río, hijo de Luis Portocarrero y de su segunda esposa, Francisca Manrique de Figueroa. En 1499 contrajo matrimonio con Leonor de la Vega Girón, hija de Juan Téllez-Girón, II conde de Ureña y de Leonor Velasco de la Vega. Se casó en segundas nupcias con Leonor de la Vega Guzmán, hija de Garcilaso de la Vega y Sancha de Guzmán, señora de Batres. Le sucedió su hijo del primer matrimonio:[2]

- Luis Fernández Portocarrero Bocanegra (m. 2 de abril de 1574), II conde de Palma del Río y señor de Almenara, se casó en primeras nupias con Teresa de Noroña y en segundas, en 1564, con Luisa Manrique (m 1611), hija de Antonio Manrique, III señor de Valdescaray, y de su esposa Luisa de Padilla, señora de Santa Gadea. Le sucedió su hijo del segundo matrimonio:[2]

- Luis Antonio Fernández de Portocarrero y Manrique (Palma del Río, 25 de febrero de 1566-1639), también llamado Luis Antonio Fernández Portocarrero Bocanegra, III conde de Palma del Río y V señor de Almenara, hijo de Luis de Portocarrero, señor de Almenara y de su segunda esposa, Luisa Manrique,[3] contrajo matrimonio con Francisca de Mendoza, V marquesa de Montesclaro y V de Castil de Vayuela.[2] le sucedió su nieto,

- Fernando Luis Portocarrero y Mendoza (1630-1649), IV conde de Palma del Río, II marqués de Almenara, VI marqués de Montesclaros y VI de Castil de Vayuela. En 1648, cuando tenía 18 años, contrajo matrimonio con Antonia de Moscoso Osorio y Fernández de Córdoba, hija de Lope de Moscoso Mendoza, V marqués de Almazán y de Juana Fernández de Córdoba y Rojas, V marquesa de Poza.[2]  Le sucedió su único hijo;[4]

- Luis Antonio Tomás Portocarrero y Mendoza (Palma del Río, 7 de marzo de 1649-1723),  también llamado Luis Antonio Fernández Portocarrero Bocanegra,  V conde de Palma del Río,[4] III marrqués de Almenara, VII marqués de Montesclaros, grande de España en 1697, caballero de la Orden de Santiago. Heredó todos los títulos de la casa al quedar huérfano con cinco meses de edad.[4] Se casó en Madrid (San Martín) el 2 de abril de 1667[5] con María Leonor de Moscoso Osorio, hija de Gaspar de Moscoso Mendoza, VI marqués de Almazán, y de Inés de Guzmán.[6]  Le sucedió su hijo;[2]

- Gaspar Tomás Fernández Portocarrero (Madrid, 8 de marzo de 1687-1730), VI conde de Palma del Río, V marqués de Almenara,[7][8][a]  VIII marqués de Montesclaros,[2] IX marqués de Castil de Bayuela, hijo del III marqués de Almenara,  se casó en 1726 con Ana Manuela Sinforosa Manrique de Guevara, XIII duquesa de Nájera,[2] (1692-1730), XVI condesa de Valencia de Don Juan, VII condesa de La Revilla, XV condesa de Treviño, y XI marquesa de Cañete. Le sucedió su único hijo;

- Joaquín María Fernández Portocarrero Manrique de Guevara (m. 17 de marzo de 1731), VII conde de Palma del Río, VI marqués de Almenara,[7] heredó los títulos de su padre pero al fallecer a los dos años de edad, los títulos pasaron a su tío, hermano de su padre;[7]

- Agustín José Fernández de Portocarrero (Madrid 19 de marzo de 1689-27 de junio de 1748), VIII conde de Palma del Río, VII marqués de Almenara,[7][9][2] grande de España, X marqués de Montesclaros, deán de Toledo, heredó los títulos a la muerte de su sobrino en 1731. Le sucedió su hermano;[10]

- Joaquín Fernández Portocarrero y Mendoza (Madrid 27 de mayo de 1681-Roma, 2 de junio de 1760),[10], IX conde de Palma del Río, VIII marqués de Almenara,[7] XI marqués de Montesclaros, consagrado cardenal el 9 de septiembre de 1743.[11]  A su muerte, hubo un pleito por la sucesión entre: Pedro de Alcántara de Silva y Fernández de Híjar, duque de Híjar; Carlos Gutiérrez de los Ríos, V conde de Fernán Núñez; Ventura Osorio de Moscoso,  X conde de Altamira; Juan Bautista Centurión, VII marqués de Estepa; Joaquín Antonio Palafox, VI marqués de Ariza, y José Pérez de Guzmán.  Sucedió en el marquesado por sentencia de 1761;

- Pedro Pablo Alcántara de Silva Fernández de Hijar y Abarca de Bolea (25 de noviembre de 1741-Madrid, 23 de febrero de 1808),[12] X conde de Palma del Río,  X marqués de Almenara,[12]  IX duque de Híjar, X duque de Lécera, X duque de Aliaga, VIII conde de Vallfogona,  XII marqués de Montesclaros, etc., único hijo de Joaquín Diego de Silva Fernández de Híjar y Portocarrero Funes de Villalpando y María Engracia Abarca de Bolea y Pons de Mendoza.[13] IX duque de Hijar, tercer nieto de Agustina de Portocarrero, hermana del IV conde de Palma del Río y II marqués de Almenara. Se casó el 16 de julio de 1761 con Rafaela de Palafox Rebolledo y Croy d'Havré.[12] Le sucedió su hijo:

- Agustín Pedro de Silva Fernández de Híjar y Palafox (Madrid, 14 de abril de 1773-12 de diciembre de 1817), XI conde de Palma del Río, XI marqués de Almenara y X duque de Híjar.[12]  Contrajo matrimonio con María Fernanda Teresa Francisca Josefa Fitz-James Stuart y Stolberg-Gedern.[12] Le sucedió su hija:

- María Francisca Javiera  de Silva-Fernández de Hijar y Fitz-James Stuart (m. 26 de septiembre de 1818), XII conde de Palma del Río, XII marquesa de Almenara. Le sucedió su tío, hermano de su padre:[2]

- José Rafael Fadrique de Silva Fernández de Hijar (Madrid, 29 de marzo de 1776-16 de septiembre de 1863),[14] XIII conde de Palma del Río, XIII marqués de Almenara,[14] XII duque de Híjar, XIII duque de Lécera, XIII duque de Aliaga, XIII conde de Palma del Río,[14] etc. Contrajo matrimonio el 19 de agosto de 1801 con Juana Nepomuceno Fernández de Córdoba (1785-1808), hija de José María Fernández de Córdoba y Sarmiento Sotomayor, VII conde de Salvatierra, IX marqués de Baides, etc. y de María Antonio Fernández de Villarroel.[15]  En 20 de abril de 1864 sucedió su hijo,

- Andrés Avelino Silva y Fernández de Córdova,  XIV conde de Palma del Río, casado con  María Isabel Carolina Campbell.[16][17]  En 31 de diciembre de 1903 sucedió su nieto,

- Andrés de Silva y Fernández de Córdoba, XV conde de Palma del Río.

- Alfonso de Silva y Campbell, XVI conde de Palma del Río. En 28 de mayo de 1930 sucedió su hijo,

- Alfonso de Silva Fernández de Córdoba, XVII conde de Palma del Río. En 31 de diciembre de 1967 sucedió su hija,

- María del Rosario Cayetana Fitz-James Stuart y Silva, XVIII condesa de Palma del Río, XVIII marquesa de Almenara, XVII duquesa de Híjar, XVII duquesa de Aliaga, XVIII duquesa de Alba de Tormes, XI duquesa de Berwick, XI duquesa de Liria y Jérica, XII duquesa de Montoro, III duquesa de Huéscar, XI duquesa de Arjona, XIV condesa-duquesa de Olivares, XI marquesa de San Vicente del Barco,  etc. Contrajo tres matrimonios: con Luis Martínez de Irujo y Artázcoz, el único matrimonio del que hubo sucesión; con Jesús Aguirre y Ortiz de Zárate; y Alfonso Díez Carabantes. Le sucedió su hijo de su primer matrimonio, por cesión el 22 de abril de 2013:

- Alfonso Martínez de Irujo y Fitz-James Stuart, XIX conde de Palma del Río,[18] XIX marqués de Almenara, XVIII duque de Híjar, XVIII duque de Aliaga, marqués de Orani, XVIII conde de Aranda, XIV conde de Ribadeo, XVII conde de Guimerá.